# Journal of Refugee Studies
Journal of Refugee Studies (în limba română „Revista de studii privind refugiații”) este o revistă academică trimestrială, evaluată de colegi, care publică cercetări despre migrația forțată. A fost înființată în 1988 de către Centrul de Studii pentru Refugiați de la Universitatea Oxford, primul număr fiind publicat în luna mai a aceluiași an. Este publicată de Oxford University Press în asociere cu Centrul de Studii pentru Refugiați. Redactorii-șefi sunt Simon Turner și Megan Bradley. Conform Journal Citation Reports, revista are un factor de impact în 2021 de 2,966, clasându-se pe locul 10 din 20 de reviste în categoria „Studii etnice” și pe locul 16 din 29 în categoria „Demografie”. Revista oferă un forum pentru explorarea problemei complexe a migrației forțate și a răspunsurilor locale, naționale, regionale și internaționale.